# Joseph Bienaimé Caventou
Joseph Bienaimé Caventou (1795–1877) fue un químico y farmacéutico francés que junto con Pierre-Joseph Pelletier fueron pioneros en aislar distintos alcaloides y otros compuestos de las plantas en su botica de París.
Algunos de los compuestos que aislaron son:
| Año  | Compuesto  | Fuente              |
| ---- | ---------- | ------------------- |
| 1817 | Clorofila  | Plantas             |
| 1817 | Emetina    | Ipecacuanha         |
| 1818 | Estricnina | Nux vomica          |
| 1819 | Brucina    | Nux vomica          |
| 1820 | Quinina    | Corteza de Cinchona |
| 1821 | Cafeína    | Café                |

El sulfato de quinina más tarde demostró ser un recurso importante contra la enfermedad de la malaria. La quinina es el ingrediente activo obtenida de la corteza del árbol de la quina.
Ninguno de los socios decidieron patentar su descubrimiento de este compuesto, liberándolo para su uso por todo el mundo. En 1823 descubrió nitrógeno en compuestos alcaloides. Otros compuestos que descubrieron incluyen colchicina y la veratrina.

## Reconocimientos
- El cráter lunar Caventou lleva este nombre en su honor.

## Enlace
- Delepine, Marcel (1951). «Joseph Pelletier and Joseph Caventou». Journal of Chemical Education 28 (September): 454-461. doi:10.1021/ed028p454.

- Datos: Q901897
- Multimedia: Joseph Bienaimé Caventou / Q901897